# 伊達紋別站
伊達紋別站（日语：／ Datemombetsu eki */?）是位於日本北海道伊達市山下町，屬於北海道旅客鐵道（JR北海道）室蘭本線的鐵路車站。車站編號是H38。電報略號是タテ。事務管編號為▲130307。
本站開業時，由於在道內的紋別市已設有紋別站，因此採用了剛升格為町制的地名「伊達町」作為站名的前綴。即使後來紋別站所屬的名寄本線於1988年遭廢線廢站，本站亦沒有變更其站名。

## 車站構造
本站為擁有側式月台、島式月台複合型2面3線的地面車站。各月台中央部分位置透過跨線天橋聯絡。本站與其他車站不同，3號月台側為閘口。
| 月台 | 路線      | 方向 | 目的地           |
| ---- | --------- | ---- | ---------------- |
| 1    | ■室蘭本線 | 上行 | 長萬部、函館方向 |
| 2    | ■室蘭本線 | 上行 | 長萬部、函館方向 |
| 3    | ■室蘭本線 | 下行 | 東室蘭、札幌方向 |

## 歷史
- 1925年8月20日：國有鐵道長輪東線輪西站～本站開通，開業[2]。
- 1928年9月10日：長輪西線靜狩站～本站，長輪東線、長輪西線統合為「長輪線」。
- 1931年4月1日：改編入室蘭本線。
- 1940年12月15日：膽振縱貫鐵道（日语：胆振縦貫鉄道）開業[3]。
- 1944年7月1日：膽振縱貫鐵道受「戰時收買私鐵」下被國有化，改稱為「膽振線」[3]。開設「室蘭機關區伊達紋別支區」。
- 1954年8月9日：昭和天皇、香淳皇后於洞爺湖、昭和新山出巡，乘坐了由本站發～東室蘭着的御召列車[4]。
- 1958年9月1日：「室蘭機關區伊達紋別支區」被廢除。
- 1959年10月：隨台糖（即後來北海道糖業（日语：北海道糖業））道南製糖所投入運作，設置了相關的專用線[5]。
- 1967年2月1日：重設「室蘭機關區伊達紋別支區」。
- 1970年10月1]：「室蘭機關區伊達紋別支區」二度被廢除。
- 1978年：開設綠窗口。
- 1985年3月14日：取消手提行李提取服務[2]。
- 1986年10月31日：膽振線廢線[3][6]。貨物提取服務取消[2]。
- 1987年4月1日：國鐵分割民營化，車站由北海道旅客鉄道（JR北海道）承繼[2]。
- 2007年10月1日：增設車站編號[7]。
- 2014年8月30日：隨時間表改正，特急「北斗」改為全列車停車[8]。
- 2015年3月13日：隨寢台特急「Twilight Express」取消，本站所有級別的列車均全停靠（直至「北斗」2號提速化為止）。
- 2017年3月：站內便利店「Kiosk」（日語：キヨスク）閉店。
- 2018年3月28日：兼備月台之間的連接及車站兩端的自由連絡道路開通[9]。

## 使用情況
資料取自「伊達市統計書」。
| 年度 | 1日平均 上下車人次 | 來源       |
| ---- | ------------------ | ---------- |
| 1981 | 2,027              | [ 統計 1 ] |
|      |                    |            |
| 1992 | 2,810              | [ 統計 2 ] |
|      |                    |            |
| 2009 | 1,360              | [ 統計 3 ] |
| 2010 | 1,360              | [ 統計 3 ] |
| 2011 | 1,340              | [ 統計 3 ] |
| 2012 | 1,322              | [ 統計 3 ] |
| 2013 | 1,160              | [ 統計 3 ] |
| 2014 | 1,146              | [ 統計 3 ] |
| 2015 | 1,029              | [ 統計 4 ] |
| 2016 | 1,020              | [ 統計 4 ] |
| 2017 | 981                | [ 統計 4 ] |
| 2018 | 867                | [ 統計 5 ] |
| 2019 | 796                | [ 統計 5 ] |
| 2020 | 958                | [ 統計 5 ] |
| 2021 | 898                | [ 統計 5 ] |
| 2022 | 958                | [ 統計 5 ] |
| 2023 | 952                | [ 統計 5 ] |

## 相鄰車站
特急列車的停靠站參見各列車條目。
北海道旅客鐵道（JR北海道）
■室蘭本線
■特急「北斗」2號
通過
■特急「北斗」（其他）
洞爺（H41） - 伊達紋別（H38） - 東室蘭（H32）
■普通
長和（H39）－伊達紋別（H38）－北舟岡（H37）

### 曾經存在的路線
日本國有鐵道（國鐵）
膽振線
伊達紋別－上長和

### 統計
1. ↑  《国鉄全線各駅停車1 北海道690駅》，小學館，1983年7月：第75頁。
2. ↑  《JR・私鉄全線各駅停車1 北海道630駅》。小學館，1993年6月：第83頁。
3. ↑  ＪＲ市内各駅一日平均乗降客人員 （页面存档备份，存于），2015年版伊達市統計書：第８章　運輸・通信，第72頁。（統計書全書 （页面存档备份，存于））
4. ↑  ＪＲ市内各駅一日平均乗降客人員 （页面存档备份，存于），2018年版伊達市統計書：第８章　運輸・通信，第72頁。（統計書全書）
5. ↑  ＪＲ市内各駅一日平均乗降客人員 （页面存档备份，存于），2024年版伊達市統計書：第８章　運輸・通信，第72頁。（統計書全書）

## 外部連結
- JR北海道伊達紋別站 （页面存档备份，存于）